# Gelige leemhoed
De gelige leemhoed (Agrocybe vervacti) is een schimmel behorend tot de familie Strophariaceae. Hij leeft saprotroof, met name in grazige wegbermen en in plantsoenen en stadsparken. Zo nu en dan wordt hij ook gemeld van duingraslanden, weilanden, duinstruwelen en loofbossen. Hij komt vaak voor op voedselrijke bodem.

## Kenmerken

### Uiterlijke kenmerken
Hoed
De hoed is klein van formaat. De vorm is bij jonge exemplaren halfrond, later convex en uiteindelijk vlak-convex met een grote centrale umbo, die soms slechts lichtjes aanwezig is. De hoedrand is zwak golvend. Het oppervlak heeft een gelige, geel-oranje, geelbruinachtige kleur, vaak aan de rand wat verbleekt en witachtig, glanzend bij droog weer, enigszins plakkerig bij regenachtig weer.
Lamellen
De lamellen zijn in jonge staat witachtig, later crèmekleurig, in volwassen staat bruinachtig, lichter dan het oppervlak van de hoed.
Steel
De steel is zodra hij volgroeid is 2 to 5 mm dik.  In het begin vol, maar al snel hol. Het oppervlak is bedekt met fijne vezeltjes, witachtig tot crèmekleurig, met geelachtige tinten. Er is geen gordijn aanwezig.
Geur en smaak
Het vlees is zeer dun, witachtig of licht crèmekleurig, met een zoete smaak en een lichte, paddenstoelachtige geur.

### Microscopische kenmerken
De basidia zijn 2- of 4-sporig, knotsvormig en meten 25–30 micron. De sporen zijn glad, citroen- of ellipsvormig en meten 8,0–9,0 × 5,0–6,0 µm. Ze hebben kleine, onopvallende kiemporiën. De cheilocystiden hebben een van 10 µm diameter, top 2,5–3,0 µm, naaldvormig, tonvormig of kopvormig en meten 30–45 µm. De pleurocystidia hebben geen vingerachtige uitsteeksels. 

## Verspreiding
De gelige leemhoed komt voor in sommige landen van Europa en op twee plaatsen in Noord-Amerika. In Noord- en Midden-Italië is hij vrij algemeen.  In Nederland komt hij zeldzaam voor. Hij staat niet op de rode lijst en is niet bedreigd.